# Казінцбарцика
Казінцбарцика (угор. Kazincbarcika) — місто на північному сході Угорщини, третє за розмірами місто медьє Боршод-Абауй-Земплен після Мішкольца і Озда. Населення — 30 709 осіб (2007).

## Географія і транспорт
Казінцбарцика знаходиться за 20 кілометрів на північний захід від столиці медьє Мішкольца і за 20 кілометрів на схід від кордону зі Словаччиною. Місто зв'язане автомобільними дорогами і залізницями з Мішкольцем та Словаччиною. Місто стоїть на правому березі річки Шайо.

## Історія
Казінцбарцика — молоде місто. Воно було створене під час соціалістичної індустріалізації після закінчення Другої світової війни шляхом об'єднання декількох сіл і подальшого будівництва ряду промислових підприємств. Найдавнішим із сіл, що склали Казінцбарцику, було село Шайоказінц, вперше згадуване в 1240 році. Другою головною складовою міста було село Барціка. З назв двох цих сіл і було утворено назву нового міста. Аж до рубежу XIX і XX століть основним заняттям мешканців району було землеробство. Все змінилося після відкриття в другій половині XIX століття вугільних покладів, що призвело до розвитку гірничого видобутку та промисловості.
В 1954 році Казінцбарцика отримала статус міста. Розвиток промисловості міста призвів до його швидкого зростання, в 1950-х роках в ньому було 11 000 жителів, в 1970-х роках вже 30 000. Промислова криза 1980-х і 1990-х років викликала закриття низки підприємств, різке зростання безробіття і відплив населення. В XXI столітті економічна криза була подолана.

## Пам'ятки
- Протестантська церква (бароко, XVIII століття).
- Греко-католицька церква (Мішкольцька єпархія).
- Міська картинна галерея.

## Міста-побратими
- Бургірхен-на-Альці, Німеччина
- Димитровград, Болгарія
- Кнурув, Польща
- Свидниця, Польща
- Ревуца, Словаччина
- Синніколау-Маре, Румунія
- Тячів, Україна